# War of the Lance
War of the Lance ist ein rundenbasiertes Strategiespiel des US-amerikanischen Computerspielherstellers SSI. Es spielt in der Kampagnenwelt Drachenlanze des Rollenspiel-Regelwerks Advanced Dungeons & Dragons und wurde 1989 für Apple II sowie 1990 für Commodore 64 und MS-DOS veröffentlicht.

## Handlung und Spielprinzip
Das Spielgeschehen wird aus der Vogelperspektive gezeigt. Dabei ringen zwei Fraktionen, Whitestone (gut) und Highlord (böse), um die Vorherrschaft in der Spielwelt Ansalon. Im Einzelspieler übernimmt der Spieler die Kontrolle über Whitestone im Kampf gegen den Computergegner, bei einem Spiel zu zweit übernimmt der Mitspieler die Gegenseite. Es wird unterschieden zwischen einem Kampagnen- und einem Szenario-Modus.
Im Kampagnen-Modus beginnt das Spiel im Jahr 348, als die Whitestone-Allianz noch nicht gegründet wurde und Highlord lediglich über seine Hauptstadt Neraka herrscht. Der Whitestone-Spieler muss die Allianz erst gründen, um sie in den Kampf gegen Highlord zu führen. Der Szenario-Modus beginnt im Jahr 349, wenn beide Fraktionen bereits einige Gebiete kontrollieren.
Der Spielverlauf spielt sich in drei Bereichen ab. Auf einer taktischen Überblickskarte der Spielwelt sendet der Spieler seine Einheiten über die Spielwelt zur Eroberung der strategisch wichtigen Bereiche. Weiterhin können Helden ausgesandt werden, um magische Artefakte zu finden, die die Kampfkraft der eigenen Truppen stärken. Weiterhin gibt es mittels eines Diplomatiebildschirms die Möglichkeit, neutrale Fraktionen per Drohung, Einschüchterung und Ähnliches zu einer Allianz zu bewegen. Jede Runde ist dabei in verschiedene aufeinander folgende Phasen unterteilt:
- Message Phase: Bericht der jüngsten Ereignisse
- Quest: Ausspielen der Heldenquests
- Champion Status: Überprüfung der Heldenstatus
- Reinforcement/Replacement: Übernahme und/oder Austausch der verbliebenen freien Truppen
- Subversion: Blockadeversuche der gegnerischen Artefaktsuche
- Diplomatic: Versuch, mit Hilfe von Diplomatiepunkten die verschiedenen Nationen auf seine Seite zu ziehen; auf einer Skala von 1 bis 9 wird die Tendenz zu Whitestone (1) oder Highlord (9) angedeutet, je weiter der gegnerischen Fraktion zugeneigt, desto höher die notwendige Zahl an Diplomatiepunkten.
- Country Status: Überblick über die einzelnen Nationen und ihren derzeitigen Status
- Victory: Überblick über die Streitkräfte, die Gewinne und Verluste sowie den derzeitigen Punktestand
- Initiative: Hier legt das Programm fest, welche Seite in der nächsten Runde als erstes die Initiative erhält.
- Recovery: Einheiten erhalten ihre nicht verbrauchten „operation points“ für die folgenden Phasen gut geschrieben.
- Movement: Einheiten können bewegt werden.
- Combat: Kämpfe werden ausgetragen und es beginnt anschließend mit der Message Phase von vorne.

Ziel ist es, bis zum Jahr 354 die Hauptstadt des Gegners erobert zu haben. Jedes Jahr besteht dabei aus fünf Runden. Gelingt es keiner Seite, dies zu erreichen, gewinnt die Fraktion mit den meisten Punkten. Diese errechnen sich aus der Stärke der Streitkräfte, der Zahl der Verbündeten und den militärischen Erfolgen.

## Rezeption
Das Rollenspielmagazin Dragon vergab in seinem Test 1990 vier von fünf Sternen. Uwe Winkelkötter vergab in der Zeitschrift Aktueller Software Markt für die C64-Version 7 von 12 Punkten. Er kritisierte das Fehlen einer akustischen Untermalung und von Signaltönen sowie die nicht vorhandene Möglichkeit, seinen Truppenteilen im Gefecht Anweisungen geben zu können. Auch die Grafik bezeichnete er als zweckmäßig, aber nicht überragend.

“All in all, a proud addition to SSI's legacy, War of the Lance is still fun to play today.”

„Insgesamt ist es ein großartiger Beitrag zu SSIs Vermächtnis, selbst heute macht es noch Spaß War of the Lance zu spielen.“